# Diadegma lugubre
Diadegma lugubre är en stekelart som först beskrevs av Maximilian Spinola 1851.  Diadegma lugubre ingår i släktet Diadegma och familjen brokparasitsteklar. Inga underarter finns listade i Catalogue of Life.